# Bushia elegans
Bushia elegans är en musselart som först beskrevs av Dall 1886.  Bushia elegans ingår i släktet Bushia och familjen Thraciidae. Inga underarter finns listade i Catalogue of Life.